# Vierpotentiaal
De vierpotentiaal is een object uit de relativiteitstheorie, dat op een bondige manier het elektrisch- en magnetisch veld samenvat in één enkel object. Meer precies is het de viervector die tegelijk de elektrische potentiaal en vectorpotentiaal omschrijft.

## Definitie
De vierpotentiaal is gedefinieerd als een object met vier componenten, gegeven door
{\displaystyle A^{\mu }=\left({\frac {\varphi }{c}},{\vec {A}}\right)}
met {\displaystyle \varphi } de elektrische potentiaal en {\displaystyle {\vec {A}}} de vectorpotentiaal (de "magnetische potentiaal"). Alle componenten hebben dezelfde eenheid: volt·seconde/meter. Het elektrisch- en magnetisch veld dat hiermee overeenkomen, zijn gegeven door:
{\displaystyle {\vec {E}}=-{\vec {\nabla }}\varphi -{\frac {\partial {\vec {A}}}{\partial t}}}
{\displaystyle {\vec {B}}={\vec {\nabla }}\times {\vec {A}}}
Het nut van de definitie van vierpotentiaal is als volgt. In de speciale en algemene relativiteitstheorie, wenst men objecten te beschrijven die op een "goede" manieren transformeren onder coördinaat-overgangen. Het blijkt dat de bovenstaande definitie van vierpotentiaal een contravariante vector oplevert. Zulke objecten transformeren op een eenduidige manier.
Uit de wiskunde van de relativiteitstheorie volgt dat men aan elke contravariante vector ook een covariante vector kan associëren, door contractie met de minkowskitensor {\displaystyle \eta _{\mu \nu }}. Dus kan men ook een covariante versie van de vierstroom definiëren, als volgt:
{\displaystyle A_{\mu }=A^{\nu }\eta _{\mu \nu }=\left({\frac {\varphi }{c}},-{\vec {A}}\right)}

## IJktransformatie
Een belangrijke eigenschap van de vierpotentiaal is zogeheten ijkinvariantie. Twee verschillende vierpotentialen kunnen namelijk dezelfde fysische situatie (dat wil zeggen dezelfde waarde voor het elektrisch en magnetisch veld) beschrijven. Uit de definitie volgt dat de vierpotentialen
{\displaystyle A_{\mu }\quad {\textrm {en}}\quad A_{\mu }+\partial _{\mu }\Lambda }
(met {\displaystyle \Lambda } een willekeurige functie, en {\displaystyle \partial _{\mu }} de viergradiënt) hetzelfde elektrisch- en magnetisch veld beschrijven. De vierpotentiaal overeenkomstig met een bepaalde fysische situatie is dus niet uniek; er is een zekere vrijheid. Vaak gebruikt men de zogeheten Lorenz-ijk. Dit wil zeggen dat men de ijkvrijheid gebruikt om te realiseren dat
{\displaystyle \partial _{\alpha }A^{\alpha }=0}
Dit kan altijd bekomen worden door {\displaystyle \partial _{\mu }\Lambda } bij de vierpotentiaal op te tellen, voor een gepaste functie {\displaystyle \Lambda }. Deze ijk-keuze is handig, omdat deze toelaat de Maxwell-vergelijkingen te schrijven als
{\displaystyle \Box A^{\mu }=\mu _{0}J^{\mu }}
met {\displaystyle J^{\mu }\,} de vierstroom, en {\displaystyle \Box } de d'Alembertiaan. Deze bondige vorm is een typisch voorbeeld van de elegantie van relativistische formuleringen van bepaalde vergelijkingen. Uitgeschreven in componenten, geeft de bovenstaande vergelijking dat
{\displaystyle \Box \varphi ={\frac {\rho }{\epsilon _{0}}}}
{\displaystyle \Box {\vec {A}}=\mu _{0}{\vec {j}}\qquad }

## Eenheden en conventies
Dit artikel gebruikt standaard-eenheden: het SI-stelsel. Sommige teksten in de literatuur van relativiteitstheorie gebruiken een ander eenhedenstelsel, zoals natuurlijke eenheden. In dat geval is de getalwaarde van de lichtsnelheid gelijk aan één. Op die manier valt het getal {\displaystyle c} weg uit alle formules. Veel van de bovenstaande uitdrukkingen zien er dan een beetje eenvoudiger uit. Indien men terug wil gaan naar SI-eenheden, laat dimensie-analyse vaak toe te bepalen waar factoren {\displaystyle c} verzwegen zijn.
Ook werd (voor het bekomen van de contravariante versie van de vierpotentiaal) een Minkowski-metriek gebruikt met diagonaal {\displaystyle (1,-1,-1,-1)}, dat is dus de mostly-minus tekenconventie.